# Cabassous centralis
Cabassous centralis (Північний голохвостий броненосець або Центральноамериканський броненосець) — один з видів броненосців. Один із лише двох видів броненосців, знайдених за межами Південної Америки, інший — більш поширений дев'ятисмугий броненосець.

## Опис
Порівняно невеликий для броненосців, дорослі мають довжину 31—42 см, хвіст довжиною 11—18 см і вагу від 2 до 5 кг. Вони мають коротку, широку морду, великі лійкоподібні вуха і маленькі очі. На відміну від інших броненосців, з якими їх можна сплутати, вони не мають лусочок на задній частині вух.
Верхня частина тіла покрита безліччю квадратних лусочок, які формують від десяти до тринадцяти смуг, що дає тварині певну гнучкість. Порівняно з деякими іншими видами броненосців, смуги нечіткі. Панцир, як правило, темно-сіро-коричневого кольору, з жовтуватим відтінком по нижньому краю. Хвіст має тонші пластинки, які розташовані ширше і дещо рожевого кольору. На животі тварини є численні пучки волосся, зібрані у двадцять чітких смуг. Передні лапи мають п'ять кігтів, середній кіготь значно збільшений у формі серпа. Тварини були описані як такі, що мають різкий мускусний запах.

## Розповсюдження та середовище існування
Зустрічається від Чіапасу на півдні Мексики до західної Колумбії, північно-західного Еквадору та північно-західної Венесуели, на висотах від рівня моря до 3000 м. Місця його проживання включають тропічний сухий ліс, помірно вологий ліс, хмарний ліс та узлісся, включаючи вторинний та залучений у сільському господарстві ліс, а також у сухій савані та колумбійському субПарамо. Однак, схоже, він віддає перевагу непорушеному первинному лісу, і, отже, може бути вразливим до вирубки лісів та інших форм порушення середовища проживання. Не має визнаних підвидів.

## Поведінка та дієта
Цей броненосець рідко зустрічається і може бути рідкісним та/або нерівномірно розподіленим. Це поодинокий комахоїдний звір, який харчується переважно мурахами й термітами. Один із найбільш пристосованих до риття броненосців, він проводить більшу частину свого часу під землею в тунелях. Коли копає, він обертає своє тіло, як бур, використовуючи великі кігті на передніх лапах. Повідомлялося, що він видає низьке гарчання та булькаючі звуки, роблячи це голосно, коли його хапають, а також мочиться та дефекує, щоб відлякати свого викрадача.
Матері народжують лише одне дитинча за раз. Новонароджені є сліпими, глухими та безволосими, з м'якою, рожевою шкірою, хоча луски вже видно. За повідомленнями, вони живуть понад сім років.